# Roberto Brown
Roberto Ronald Brown Perea (nació el 15 de julio de 1977 en la ciudad de Panamá) es un exfutbolista panameño. Se desempeñaba como delantero y jugó en el San Francisco FC en la liga panameña de fútbol LPF. Con una amplia trayectoria internacional, Roberto también ha pasado por muchos equipos de Centroamérica al igual que en Europa, además llegó a ser internacional con la Selección de fútbol de Panamá.
Actualmente es el Director deportivo del Herrera Fútbol Club de la Primera División de Panamá.

## Carrera
Apodado el Bombardero, Brown pasó la mayor parte de su carrera jugando para numerosos equipos de América Central y Europa. Ayudó al Real España al subcampeonato de la Liga Nacional de Fútbol de Honduras en 1998. Unos años después dio el gran salto hacia el Viejo Continente y fue contratado para jugar en el FC Sheriff Tiraspol de Moldavia. En el 2002 ganó tres títulos consecutivos de la Divizia Nationala, así como la copa de Moldavia  (Moldavo Cup) del 2002, en el que anotó el segundo gol del Sheriff en la final contra Nistru Otaci.
En el 2007 Brown firmó con el Colorado Rapids de la Major League Soccer, y durante su corta permanencia allí solo anotó tres goles en 13 partidos hasta ser finalmente liberado por el club el 12 de julio de 2007.
Brown firmó con el Montreal Impact el 30 de julio de 2007. Debutó el 16 de agosto de ese mismo año, donde registró su primer gol para el club en la victoria por 2-0. Para el resto de la temporada apareció en ocho partidos. En los playoffs Brown anotó un gol y una asistencia en el primer juego de la serie de cuartos de final contra los Puerto Rico Islanders el 14 de septiembre. En la temporada siguiente Brown perdió una serie de nueve partidos debido a una lesión en un muslo y una suspensión. Pero desde su regreso grabó un gol y dos asistencias el 22 de junio contra los Carolina RailHawks, el gol de Brown fue para el Montreal Impact, el gol número 300 en la historia de ese club. En el Campeonato Canadiense Nutrilite, Brown anotó dos goles y sobre todo el gol del empate contra el Toronto FC el 22 de julio en el BMO Field que se llevó el Campeonato Canadiense Nutrilite 2008 para el Impact, y ayudó al club a clasificarse para la Liga de Campeones de la CONCACAF. Durante la campaña del Impact en la Liga de Campeones, Brown desempeñó un papel dominante en marcar goles decisivos a lo largo del torneo. En total marcó cuatro goles de ocho partidos y ayudó al Impact alcanzar los cuartos de final antes de perder ante el Santos Laguna 5-4 en el global.
El 12 de enero de 2009, el Montreal Impact anunció la renovación de Roberto Brown para la temporada del 2009. Durante la temporada 2009 de la USL Brown contribuyó ayudando al Impact alzarse con un lugar en los playoffs bajo las órdenes del nuevo entrenador en jefe Marc Dos Santos. Anotó su primer gol en el partido de playoff de semifinal contra los Puerto Rico Islanders. El partido resultó en la victoria de 2-1 para el Impact, y permitió que el Montreal pudiera avanzar a la final al ganar su segundo partido en el global. Montreal avanzaría a la final donde sus oponentes podrían llegar nada más y nada menos que el Vancouver Whitecaps FC, marcando así la primera vez en la historia de la USL en el que el partido final consistiría en dos clubes canadienses. El 17 de octubre de 2009, en el segundo partido de las finales Brown anotó el tercer y definitivo gol para Montreal, para ganar el partido y reclamar el tercer campeonato de la USL de Montreal. Brown había llegado a un acuerdo con Montreal para extender su contrato por un año más. Sin embargo el 12 de julio de 2010, el Montreal Impact decidió terminar con Brown.

## Internacional
Roberto Brown hizo su debut con la Selección de fútbol de Panamá en el año 2000 contra la selección de Guatemala, por lo que de inmediato creó un gran impacto ante los medios locales y en su selección al anotar su primer gol en dicho encuentro.

### Participaciones en selección nacional
| Copa                      | Sede           | Resultado    | Partidos | Goles |
| ------------------------- | -------------- | ------------ | -------- | ----- |
| Copa Uncaf 2001           | Honduras       | Cuarto lugar | 3        | 0     |
| Copa Uncaf 2003           | Panamá         | Quinto lugar | 3        | 1     |
| Copa Oro 2005             | Estados Unidos | Subcampeón   | 1        | 0     |
| Copa Centroamericana 2011 | Panamá         | Tercer lugar | 3        | 1     |

### Goles internacionales
| Goles internacionales | Goles internacionales   | Goles internacionales                                 | Goles internacionales | Goles internacionales | Goles internacionales | Goles internacionales     |
| Núm.                  | Fecha                   | Lugar                                                 | Rival                 | Gol                   | Resultado             | Competición               |
| --------------------- | ----------------------- | ----------------------------------------------------- | --------------------- | --------------------- | --------------------- | ------------------------- |
| 1                     | 16 de febrero de 2000   | Estadio Rommel Fernández, Panamá, Panamá              | El Salvador           | 2-1                   | 4-1                   | Amistoso                  |
| 2                     | 16 de febrero de 2000   | Estadio Rommel Fernández, Panamá, Panamá              | El Salvador           | 2-1                   | 4-1                   | Amistoso                  |
| 3                     | 14 de mayo de 2000      | Jarrett Park, Montego Bay, Jamaica                    | Jamaica               | 0-1                   | 0-1                   | Amistoso                  |
| 4                     | 21 de mayo de 2000      | Estadio Rommel Fernández, Panamá, Panamá              | Nicaragua             | 4-0                   | 4-0                   | Eliminatoria 2002         |
| 5                     | 2 de julio de 2000      | Estadio Alejandro Morera Soto, Alajuela, Costa Rica   | Costa Rica            | 0-1                   | 5-1                   | Amistoso                  |
| 6                     | 16 de febrero de 2003   | Estadio Rommel Fernández, Panamá, Panamá              | Guatemala             | 0-2                   | 0-2                   | Copa Uncaf 2003           |
| 7                     | 13 de junio de 2004     | Estadio Rommel Fernández, Panamá, Panamá              | Santa Lucía           | 4-0                   | 4-0                   | Eliminatoria 2006         |
| 8                     | 4 de septiembre de 2004 | Independence Park, Kingston, Jamaica                  | Jamaica               | 0-1                   | 1-2                   | Eliminatoria 2006         |
| 9                     | 8 de septiembre de 2004 | Estadio Rommel Fernández, Panamá, Panamá              | Estados Unidos        | 1-0                   | 1-1                   | Eliminatoria 2006         |
| 10                    | 9 de octubre de 2004    | Estadio Rommel Fernández, Panamá, Panamá              | Jamaica               | 1-0                   | 1-1                   | Eliminatoria 2006         |
| 11                    | 17 de noviembre de 2004 | Estadio Rommel Fernández, Panamá, Panamá              | El Salvador           | 1-0                   | 3-0                   | Eliminatoria 2006         |
| 12                    | 26 de marzo de 2005     | Estadio Ricardo Saprissa, Cantón de Tibás, Costa Rica | Costa Rica            | 1-1                   | 2-1                   | Eliminatoria 2006         |
| 13                    | 25 de mayo de 2005      | Estadio Olímpico (U.C.V.), Caracas, Venezuela         | Venezuela             | 1-1                   | 1-1                   | Amistoso                  |
| 14                    | 19 de enero de 2010     | Estadio Francisco Sánchez Rumoroso, Coquimbo, Chile   | Chile                 | 2-1                   | 2-1                   | Amistoso                  |
| 15                    | 15 de enero de 2011     | Estadio Rommel Fernández, Panamá, Panamá              | Belice                | 2-0                   | 2-0                   | Copa Centroamericana 2011 |

## Clubes

### Como jugador
| Club                       | País           | Año       |
| -------------------------- | -------------- | --------- |
| San Francisco FC           | Panamá         | 1996      |
| Club Sport Cartaginés      | Costa Rica     | 1997      |
| Real Club Deportivo España | Honduras       | 1998      |
| Club Deportivo FAS         | El Salvador    | 1999      |
| FC Alianza                 | Panamá         | 2000      |
| Sporting 89                | Panamá         | 2001      |
| San Francisco FC           | Panamá         | 2001      |
| FC Sheriff Tiraspol        | Moldavia       | 2002-2004 |
| Red Bull Salzburg          | Austria        | 2004      |
| Peñarol                    | Uruguay        | 2005-2006 |
| Tacuarembó FC              | Uruguay        | 2006-2007 |
| Colorado Rapids            | Estados Unidos | 2007      |
| Montreal Impact            | Estados Unidos | 2007-2010 |
| San Francisco FC           | Panamá         | 2010-2012 |
| Deportivo Millenium UP     | Panamá         | 2012      |
| San Francisco FC           | Panamá         | 2013      |

### Como director deportivo
| Club       | País   | Año         |
| ---------- | ------ | ----------- |
| Herrera FC | Panamá | 2025 - act. |

## Palmarés

### Títulos nacionales
| Título                     | Club                | País           | Año     |
| -------------------------- | ------------------- | -------------- | ------- |
| Superliga                  | FC Sheriff Tiraspol | Moldavia       | 2002-03 |
| Supercupa Moldovei         | FC Sheriff Tiraspol | Moldavia       | 2003    |
| Superliga                  | FC Sheriff Tiraspol | Moldavia       | 2003-04 |
| Copa Voyageurs             | Montreal Impact     | Canadá         | 2008    |
| Primera División de la USL | Montreal Impact     | Estados Unidos | 2009    |
| Primera División           | San Francisco FC    | Panamá         | 2011-C  |